# 低斜卷管螺
低斜卷管螺（学名：Gemmula deshayesi），是新腹足目卷管螺科珠环卷管螺属的一种。主要分布于印度尼西亚、中国大陆、台湾，常栖息在泥沙质海底、潮下带。